# Energima Cup
Energima Cup är ett travlopp för varmblod som körs på Bjerke Travbane utanför Oslo i Norge varje år under samma tävlingsdag som Oslo Grand Prix. Det är ett Grupp 2-lopp, det vill säga ett lopp av näst högsta internationella klass. Loppet körs med försöks- och finallopp under samma dag. Distansen är 1609 meter med autostart. Förstapris i loppet är 300 000 norska kronor.
Det är den norska motsvarigheten till Sweden Cup.

## Vinnare
| År   | Häst               | Kusk               | Tränare           | Tid    | Odds  |
| ---- | ------------------ | ------------------ | ----------------- | ------ | ----- |
| 2019 | Gigant Invalley    | Truls Desserud     | Gunnar Austevoll  | 1.11,3 |       |
| 2018 | Coquin Bebe        | Jorma Kontio       | Franck Leblanc    | 1.10,7 | 2,17  |
| 2017 | Turno di Azzurra   | Örjan Kihlström    | Erik Bondo        | 1.11,5 | 3,04  |
| 2016 | Rod Stewart        | Björn Goop         | Jerry Riordan     | 1.11,2 | 3,94  |
| 2015 | Repay Merci        | Knud Mönster       | Knud Mönster      | 1.10,8 | 5,56  |
| 2014 | Repay Merci        | Knud Mönster       | Knud Mönster      | 1.11,5 | 10,37 |
| 2013 | B.W.L.Champion     | Björn Goop         | Petri Salmela     | 1.12,8 | 3,63  |
| 2012 | Classic Grand Cru  | Björn Goop         | Steen Juul        | 1.11,3 | 3,31  |
| 2011 | Local Conch        | Flemming Jensen    | Flemming Jensen   | 1.11,2 | 3,34  |
| 2010 | Garland Kronos     | Lutfi Kolgjini     | Lutfi Kolgjini    | 1.12,2 | 1,80  |
| 2009 | Global Investment  | Björn Goop         | Björn Goop        | 1.12,5 | 2,11  |
| 2008 | Makhtoub Jet       | Björn Goop         | Björn Goop        | 1.11,8 | 3,67  |
| 2007 | Torvald Palema     | Åke Svanstedt      | Åke Svanstedt     | 1.12,9 | 1,81  |
| 2006 | Vamos              | Lutfi Kolgjini     | Lutfi Kolgjini    | 1.13,0 | 2,56  |
| 2005 | Cold Hard Wind     | Jorma Kontio       | Kari Lähdekorpi   | 1.11,6 | 1,58  |
| 2004 | Kart de Baudrairie | Jean Michel Bazire | Franck Leblanc    | 1.11,3 | 3,24  |
| 2003 | Millmaker          | Lars Anvar Kolle   | Hans Tore Halland | 1.12,5 | 3,74  |
| 2002 | Pickaflick         | Wilhelm Paal       | Rolando Rosaspina | 1.14,0 | 3,14  |
| 2001 | Mastery            | Stig H. Johansson  | Stig H. Johansson | 1.12,3 | 2,92  |
| 2000 | Frisky Frazer      | Axel Jacobsen      | Axel Jacobsen     | 1.11,4 | 1,42  |